# Milan Hnilička
Milan Hnilička (n. 25 iunie 1973, Litoměřice, Republica Socialistă Cehă, Cehoslovacia) este un jucător de hochei pe gheață ce a reprezentat Cehia, medaliat olimpic. A participat la 3 ediții ale Jocurilor Olimpice (1998, 2002, 2006) în care a câștigat 1 medalie de aur și 1 medalie de bronz.